# Giltbrook
Giltbrook – wieś w Anglii, w hrabstwie Nottinghamshire, w dystrykcie Broxtowe. Leży 12 km na północny zachód od miasta Nottingham i 184 km na północny zachód od Londynu. Miejscowość liczy 6076 mieszkańców.